# Hajira INA
Hajira INA é uma cidade e uma industrial notified area no distrito de Surat, no estado indiano de Gujarat.

## Demografia
Segundo o censo de 2001, Hajira INA tinha uma população de 2137 habitantes. Os indivíduos do sexo masculino constituem 56% da população e os do sexo feminino 44%. Hajira INA tem uma taxa de alfabetização de 75%, superior à média nacional de 59.5%: a literacia no sexo masculino é de 81% e no sexo feminino é de 68%. Em Hajira INA, 15% da população está abaixo dos 6 anos de idade.